# كونان-كو (يوكوهاما)

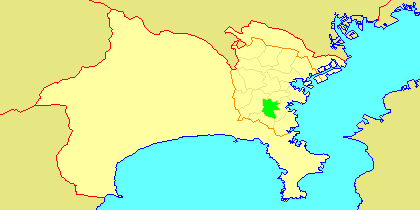
خارطة بلدة كونان-كو في يوكوهاما.

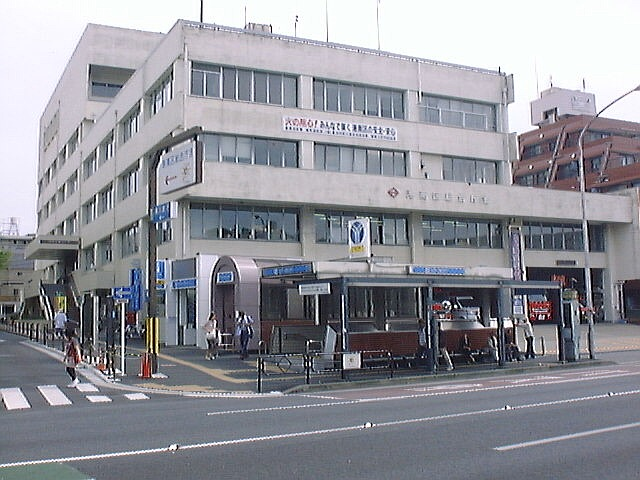
إحدى المكاتب في بلدة كونان-كو.

كونان-كو, يوكوهاما (باليابانية: 港南区) ، هي حي من أحياء مدينة يوكوهاما اليابانية ، يبلغ عدد السكان نحو 221,536 نسمة.

## أعلام
- أكيكو فوكوشيما
- يويا إيشي

## وصلات خارجية
- Kōnan Ward Office
- City of Yokohama statistics